# Heterodontosauridae
A Heterodontosauridae (jelentése 'eltérő fogú gyíkok') a korai madármedencéjű dinoszauruszok egyik családja, amely valószínűleg a csoport legtöbb bazális (kezdetleges) tagja mellett élt. Bár a fosszilis maradványaik ritkák, világszerte előfordultak a kora jura kori rétegekben, néhány túlélő fajuk pedig fennmaradt a kora kréta idejéig.
A heterodontosauridák rókaméretű, hosszú farkukkal együtt is 2 méternél kisebb hosszúságú dinoszauruszok voltak. Főként jellegzetes fogaikról ismertek, melyek között megnagyobbodott szemfogszerű agyarak és a kréta időszaki hadrosauridákéra hasonlító, rágáshoz alkalmazkodott pofafogak is voltak. Növényevő vagy esetleg mindenevő étrendet követhettek.

## Anatómia

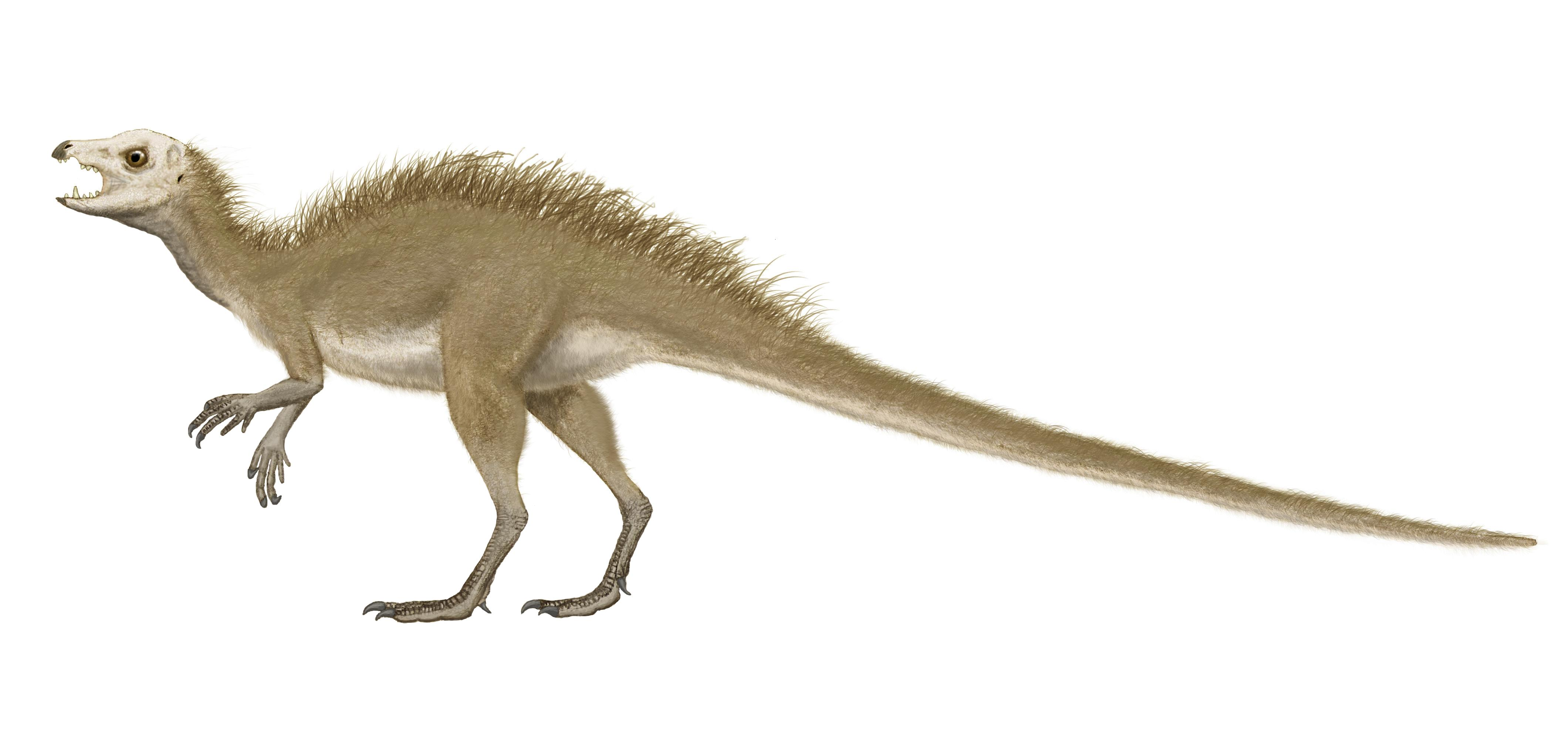
A Fruitadens rekonstrukciója

A heterodontosauridák között csak maga a Heterodontosaurus ismert teljes csontváz alapján. Az Abrictosaurus töredékes csontváza is előkerült, de a teljes leírása még nem készült el, a legtöbb heterodontosaurida pedig csak állcsonttöredékek és fogak alapján vált ismertté. Következésképpen a legtöbb heterodontosaurida szünapomorfiát (meghatározó jellemzőt) a fogak és az állcsontok alapján írták le. A Heterodontosaurus hosszúsága alig több, mint 1 méter, a Lycorhinus töredékes maradványai azonban legalább kétszer ekkora méretű állatot jeleznek.

### Koponya és fogazat

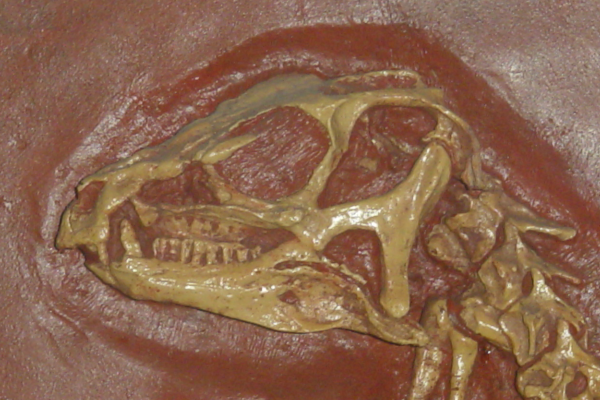
A Heterodontosaurus koponyája

Az Abrictosaurus és a Heterodontosaurus igen nagy szemekkel rendelkezett. A szemek alatt a járomcsont a ceratopsiákéhoz hasonlóan oldalirányban kinyúlt. A legtöbb madármedencéjű állkapcsára jellemzően a premaxilla (a felső állcsont hegye) elülső éle fogatlan volt és lehetséges, hogy egy szarucsőr (rhamphotheca) tartozott hozzá, a heterodontosauridák premaxillájának hátsó részén azonban fogak helyezkedtek el. A premaxilláris és maxilláris (a felső állcsont fő részén levő) fogakat egy rés, az úgynevezett diasztéma választotta el egymástól, ahogy sok más madármedencéjűnél, de ez a diasztéma a heterodontosauridáknál jellegzetesen meghajlott. Az állkapocscsont az előfogcsontban végződött, ami a madármedencéjűek egyedi jellemzője. Ez a csont a felső állcsonthoz hasonlóan egy csőrt tarthatott. Az alsó állcsont összes foga a fogcsonton helyezkedett el.
A heterodontosauridákat erős alaki eltérést mutató (heterodont) fogazatuk után nevezték el. Három premaxilláris foguk volt. A kora jura kori Abrictosaurus, Heterodontosaurus és Lycorhinus esetében az első két premaxilláris fog kicsi és kúpos volt, míg a harmadik, amire gyakran szemfogszerűként vagy „agyarként” hivatkoznak, a húsevő emlősökéhez hasonlóan nagyobbra nőtt. Az alsó szemfogszerű, melynek mérete meghaladta a felsőét, az első pozíciót foglalta el a fogcsonton, és amikor a száj bezárult, illeszkedett a felső állcsont ívelt diasztémájához. A szemfogszerűek az elülső és hátulsó éleiken egyaránt recézettek voltak a Heterodontosaurusnál és a Lycorhinusnál, az Abrictosaurusnál viszont csak az elülső él volt recés. A kora kréta idején élt Echinodon két felső szemfogszerűvel rendelkezhetett, melyek nem a premaxillából, hanem a maxillából álltak ki, a család egyik késő jura kori, észak-amerikai képviselőjének fogcsontján pedig két alsó szemfogszerű lehetett.
A jellegzetes szemfogakhoz hasonlóan a fejlett heterodontosauridák pofafogai is különlegesek voltak a korai madármedencéjűek között. A növényzet darabolására a madármedencéjűek pofafogainak élein kis recék vagy fogacskák sorakoztak. Ezek a fogacskák az összes heterodontosauridánál csak a fogkorona és a fog hegye közötti távolság egyharmadán helyezkedtek el; más madármedencéjűeknél a fogacskák a foggyökérig terjedtek. A csoport olyan bazális tagjainál, mint az Abrictosaurus a pofafogak a maxillában és a fogcsontban is jelen voltak, a többi madármedencéjűre általánosan jellemző módon egymástól távol helyezkedtek el, alacsony koronával és egy nagyon jól fejlett tarajjal (cingulummal) voltak ellátva, ami elválasztotta a koronát a gyökértől. A fejlettebb heterodontosauridáknál, például a Lycorhinusnál és a Heterodontosaurusnál a fogak vésőalakúak voltak magasabb koronával, cingula nélkül, azaz a koronák és a gyökerek szélessége között nem volt különbség.
Ezek a fejlett pofafogak egybevágtak, így a koronáik összefüggő felületet alkottak, ami alkalmas volt az étel megrágására. A fogsorok a száj oldalsó részétől kissé beljebb helyezkedtek el, elegendő helyet hagyva a fogak mellett egy feltételezett, a rágást elősegítő izmos pofa számára. A kréta időszak hadrosauridáinál és ceratopsiáinál, ahogy sok növényevő emlősnél is konvergens evolúció révén némiképp hasonló fogkészletek fejlődhettek ki. Az állandóan cserélődő, több ezer foggal rendelkező hadrosauridákkal ellentétben a heterodontosauridáknál a fog cserélődése jóval lassabban ment végbe, és több olyan példányt is találtak, amelynél egyetlen fog sem várt a cserére. A heterodontosauridáknál jellemző módon hiányoztak azok az apró állcsonti nyílások (foramenek), amik az elképzelés szerint a többi madármedencéjű esetében a fogak fejlődését segítették. Emellett a heterodontosauridák egy különleges gömbszerű ízülettel is el voltak látva, ami a fogcsont és az előfogcsont között helyezkedett el, és lehetővé tette, hogy az állkapocs a pofafogakat összedörzsölve kifelé forduljon akkor, amikor a száj zárva volt. A lassú fogcserélődés miatt ez az őrlőmozgás olyan nagymértékű kopással járhatott, ami a régebbi fogaknál gyakran a fogacskák eltűnéséhez vezetett, bár a koronák nagy magassága megnövelte a fogak élettartamát.

### Csontvázak
A Heterodontosaurus tucki koponya alatti (posztkraniális) csontvázának anatómiája jól dokumentált, azonban a H. tuckit általánosan a legfejlettebb kora jura kori heterodontosauridának tartják, és nem tudni, hogy a többi faj a tulajdonságai közül melyekkel rendelkezett. A mellső lábai hosszúak voltak egy dinoszauruszhoz képest, a hosszuk meghaladta a hátsó lábak hosszának 70%-át. A felkarcsonthoz tartozó jól fejlett kulcscsonti taraj (a mell és a vállizmok kapcsolódási pontja) és a singcsonthoz tartozó feltűnő könyökcsúcs (a kart kinyújtó izom tapadási pontja) azt jelzik, hogy a mellső láb erős volt. A kézen öt ujj nőtt. Ezek közül az első nagy volt és egy nagymértékben görbült karomban végződött, ami az ujj kinyújtott helyzetében is befelé hajlott; Robert T. Bakker „csavart ujjnak” nevezte el. A harmadik ujjnál kissé hosszabb második ujj volt a leghosszabb. E két ujjon is karmok voltak, a jóval kisebb és egyszerűbb negyedik és ötödik ujjon azonban nem nőtt karom. A hátsó lábak esetében a sípcsont 30%-kal hosszabb volt a combcsontnál, ami általában a nagy sebességhez való alkalmazkodás jele. Az alsó lábszárat alkotó sípcsont és szárkapocscsont egy, a modern madarakéhoz hasonló tibiofibiotarsust alkotva összeforrt a boka és a sarokcsonttal. Az összeforrt boka és a lábközépcsontokból létrejött tarsometatarsus szintén a madarakra emlékeztet. A lábfejen levő négy ujj közül csak a második, a harmadik és a negyedik érintkezett a talajjal. A farkat a többi madármedencéjűétől eltérően nem merevítették elcsontosodott inak, így valószínűleg hajlékony volt. Az Abrictosaurus töredékes csontvázáról nem készült teljes leírás, de kiderült, hogy a mellső lába és a keze kisebb volt a Heterodontosaurusénál. Emellett a negyedik és ötödik ujjához egy-egy kisebb végső ujjperc tartozott.

### Prototollak

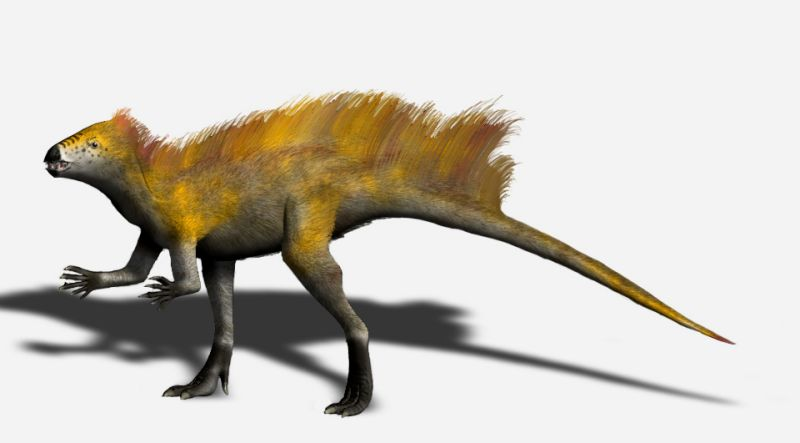
A Tianyulong rekonstrukciója

A kínai Tianyulong rostos kültakaró maradványainak tűnő részekkel együtt őrződött meg, melyeket az egyes theropodák esetében ismertté vált prototollak egyik változataként értelmeznek. Ezek a rostok a farok mentén egy tarajt alkottak. A rostos kültakaró megléte alapján arra következtettek, hogy a madármedencéjűek és a hüllőmedencéjűek egyaránt endotermek (melegvérűek) voltak.

## Osztályozás
A dél-afrikai őslénykutató, Robert Broom 1911-ben egy fogatlan állcsont alapján ismert dinoszaurusznak a Geranosaurus nevet adta. 1924-ben Sidney Haughton elnevezte a Lycorhinust, melyet cynodontiaként osztályozott. Az 1962-ben elnevezett Heterodontosaurust, a Lycorhinus és a Geranosaurus közeli rokonaként sorolták be. Alfred Romer a Heterodontosaurus és a Lycorhinus számára 1966-ban megalkotta a Heterodontosauridae családot. A családot Paul Sereno 1998-ban kládként definiálta, majd 2005-ben új szár-alapú definíciót alkotott, ide sorolva a Heterodontosaurus tuckit és minden olyan fajt, amely közelebbi rokonságban áll a Heterodontosaurusszal, mint a Parasaurolophus walkerivel, a Pachycephalosaurus wyomingensisszel, a Triceratops horridusszal vagy az Ankylosaurus magniventrisszel.
A Heterodontosauridae családba a Dél-Afrikában felfedezett Abrictosaurus, Lycorhinus és Heterodontosaurus nemek tartoznak. Bár egyszer Richard Thulborn mindegyiküket a Lycorhinus nembe sorolta be, más szerzők úgy ítélték meg, hogy a három nem különbözik egymástól. A családon belül a Heterodontosaurust és a Lycorhinust testvértaxonoknak, az Abrictosaurust pedig bazális tagnak tekintik. A Geranosaurus szintén heterodontosaurida, de rendszerint nomen dubiumnak tartják, mivel a típuspéldánya összes foga hiányzik, így nem különböztethető meg a család többi tagjától. A Echinodont több újabb keletű tanulmány is heterodontosauridának tekinti. A Lanasaurust 1975-ben egy felső állcsont alapján nevezték el, a későbbi felfedezések azonban megmutatták, hogy azonos a Lycorhinusszal, így annak fiatalabb szinonimájává vált. Az ázsiai Dianchungosaurust egyszer szintén heterodontosauridának hitték, de később kiderült, hogy a fosszíliája valójában egy kiméra, amit egy prosauropoda és egy mesoeucrocodylia maradványából állítottak össze. José Bonaparte egy alkalommal a dél-amerikai Pisanosaurust is heterodontosauridaként osztályozta, de ez az állat jelenleg sokkal bazálisabb madármedencéjűként ismert.
A Heterodontosauridae tagjai jól meghatározhatók, ellentétben a csoport filogenetikai helyzetével. Több korai tanulmány is azt állítja, hogy a heterodontosauridák nagyon kezdetleges madármedencéjűek voltak. Robert Bakker szerint a mellső lábak morfológiai hasonlóságai alapján a heterodontosauridák és az Anchisaurushoz hasonló korai sauropodomorphák rokonságban állnak, így a család hidat képez a Saurischia és az Ornithischia rendek között. Az utóbbi néhány évtizedben uralkodó elmélet szerint a heterodontosauridák bazális ornithopodák. Egyesek azonban kijelentették, hogy a heterodontosauridáknak inkább a (ceratopsiákat és pachycephalosaurusokat tartalmazó) Marginocephalia csoporttal volt közös őse, ezt az elméletet pedig több újabb keletű tanulmány is támogatta. A heterodontosauridákat és marginocephaliákat tartalmazó kládot Heterodontosauriformesnek nevezték el. A heterodontosauridák az ornithopodákhoz és a marginocephaliákhoz képest egyaránt bazálisnak tűnnek. 2007-ben egy kladisztikai elemzés a családról szóló igen korai publikációkkal összhangban kimutatta, hogy a heterodontosauridák a Pisanosaurus kivételével bazálisabbak az összes madármedencéjűnél.

## Elterjedés
Bár eredetileg csak a kora jura kori Dél-Afrikából váltak ismertté, később a heterodontosauridák maradványait négy kontinensen is megtalálták. A heterodontosauridák történetének kezdetén a Pangea szuperkontinens még nagyrészt érintetlen volt, ami lehetővé tette a család számára, hogy csaknem világszerte elterjedjen. A hozzájuk tartozó legkorábbi ismert fosszíliák a Laguna Colorada-formációból származó, késő triász kori állcsont töredékek és különálló fogak. E maradványok morfológiája a Heterodontosauruséhoz hasonlóan fejlett, található köztük az elülső és hátulsó élükön recézett szemfog, valamint magas koronájú, cingulum nélküli maxilláris fog is. A legváltozatosabb heterodontosaurida fauna a kora jura kori Dél-Afrikából ismert, ahol a Heterodontosaurust, az Abrictosaurust, a Lycorhinust és a kétséges Geranosaurust megtalálták.

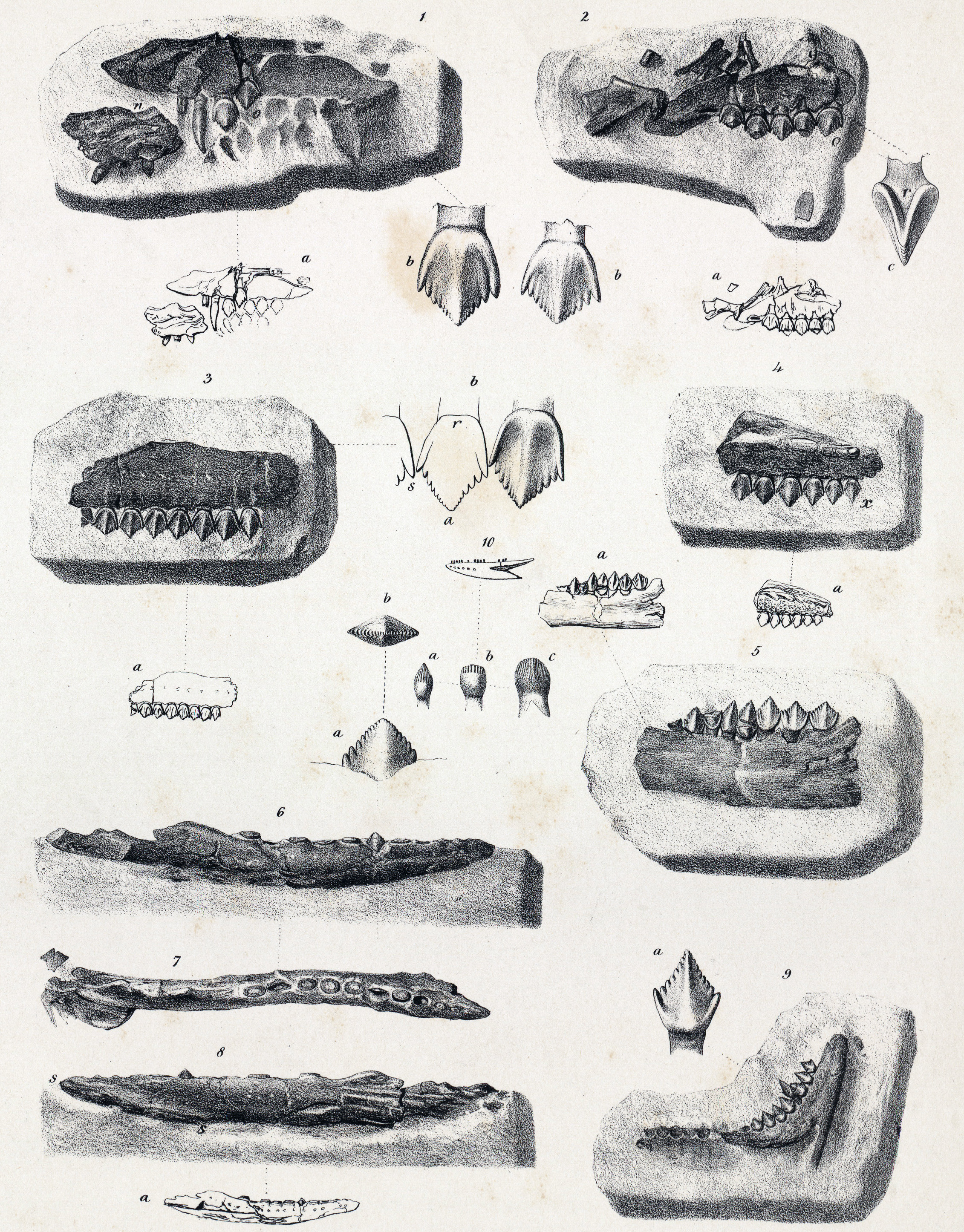
A Samuel Beckles által Dorsetben talált Echinodon fogairól és állcsont töredékeiről készült litográfia

Az Amerikai Egyesült Államokban és Mexikóban is fedeztek fel kora jura kori heterodontosauridákat, melyekről még nem készült leírás. Emellett nagy mennyiségű fosszilis anyagra bukkantak a késő jura kori Morrison-formációban, a coloradói Fruita közelében. Bár ezekről sem jelent meg teljes leírás, a fogak hasonlítanak az Angliában talált Echinodonéra, a végtag maradványok pedig a Heterodontosauruséra emlékeztetnek, ami arra utal, hogy ez a lelet is egy heterodontosaurida. Létezik leírás Spanyolország és Portugália területéről, a kora és késő jura kori formációkból származó, cingulum nélküli heterodontosaurida fogakról is. Ezt a leletanyagot a 2009-ben készült leírás a Fruitadens nembe sorolta be. 2002-ben újra leírták az Echinodon maradványait, melyek talán a heterodontosauridák egyik késői, a kora kréta kor berriasi korszakában, Dél-Angliában élt túlélőjéhez tartoznak. A kora jura idején Kínában élt Dianchungosaurust már nem tekintik heterodontosauridának; azonban ismertté vált a csoport egy kései ázsiai túlélője is (a Tianyulong).

## Ősbiológia

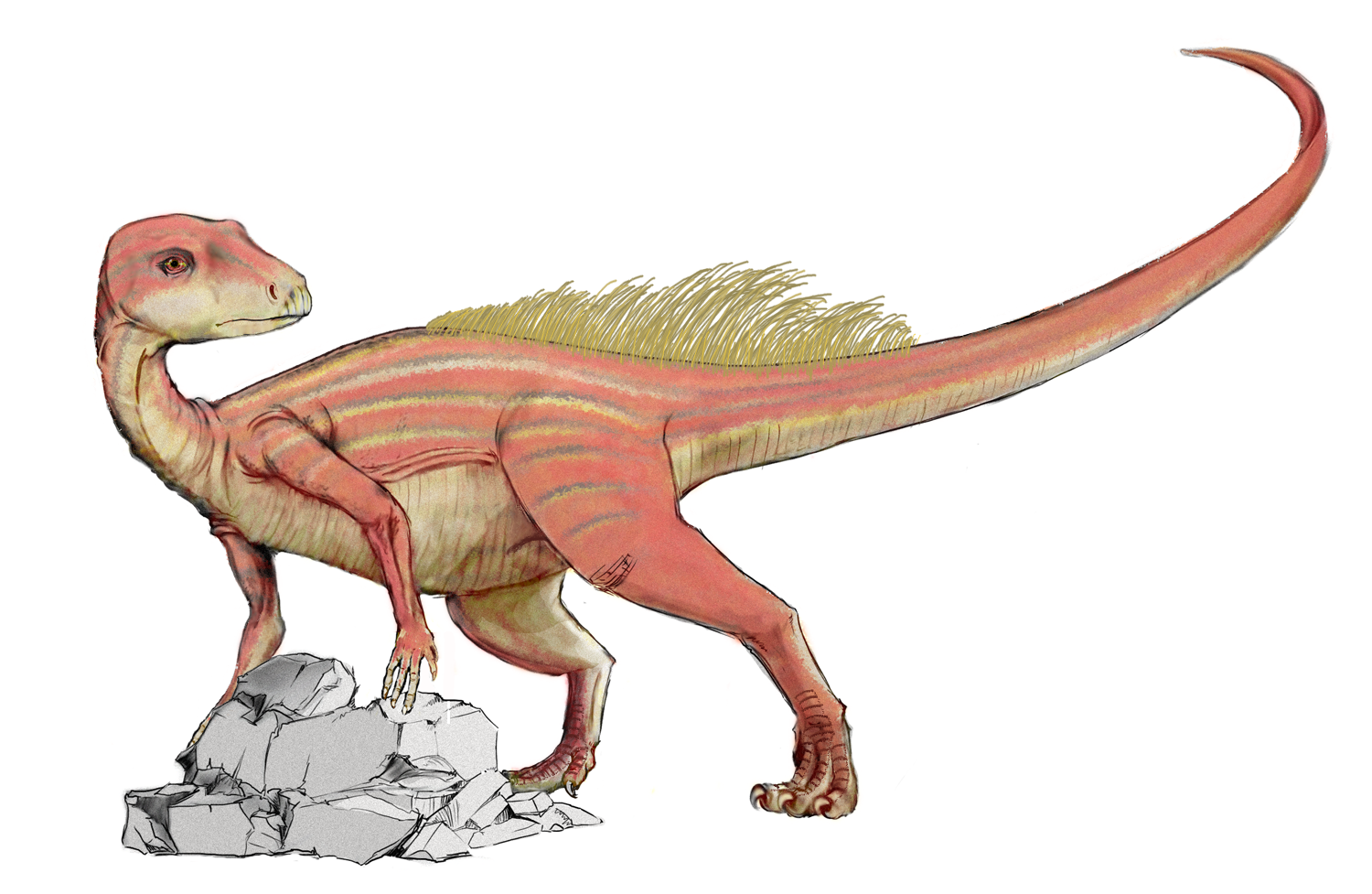
Az Abrictosaurus rekonstrukciója

A legtöbb heterodontosaurida fosszíliát száraz és félszáraz környezeteket megőrzött geológiai formációkban, például a dél-afrikai Elliot-formáció felső részén és a dél-angliai Purbeck-medencében fedezték fel. Felvetődött, hogy a heterodontosauridák évszakos esztiváción vagy hibernáción mentek keresztül az év legszárazabb időszakában. Mivel a legtöbb heterodontosauridánál hiányoztak a cserélődő fogak, az is felmerült, hogy a teljes fogkészlet az alvással töltött időszakban cserélődött, ugyanis a fogak folyamatos és szórványos cseréje megakadályozta, hogy a fogsor egyetlen rágófelületként működjön. Ez azonban a heterodontosauridák rágómechanizmusának félreértésén alapult. Az elképzelés szerint a heterodontosauridák fogai valójában folyamatosan, de más hüllőkénél jóval lassabban cserélődtek, bár a fiatal és felnőtt Heterodontosaurus koponyák komputertomográfiás (CT) vizsgálata nem mutatott ki cserefogakat. Jelenleg nincs olyan bizonyíték, ami a heterodontosauridák esztivációjára vonatkozó elméletet támogatná, de az a koponyák letapogatása alapján nem is zárható ki.
Bár a heterodontosauridák pofafogai teljesen a durva növényi anyagok rágásához alkalmazkodtak, lehetséges, hogy ezek az állatok mindenevő étrendet követtek. A hegyes premaxilláris fogak és a mellső lábakon levő éles, görbe karmok bizonyos mértékű ragadozó életmódra utalnak. Felvetődött, hogy a Heterodontosaurus hosszú, erős mellső lábait a modern hangyászokhoz hasonlóan a rovarok fészkeinek felnyitására használta. Ezek a mellső lábak talán gyökerek és gumók kiásására is alkalmasak lehettek.

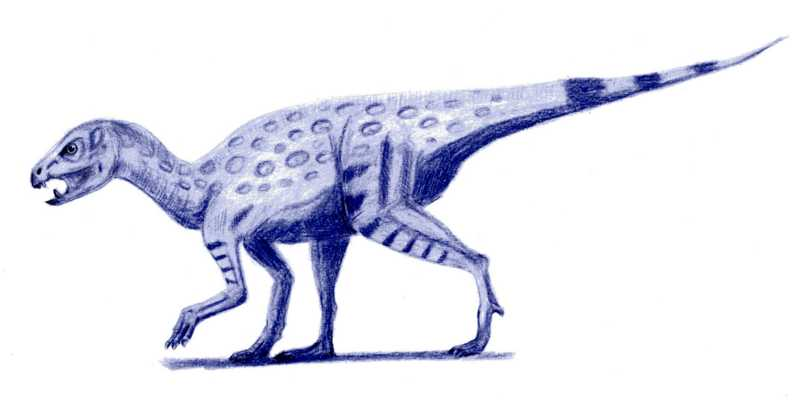
Egy négy lábon járó Heterodontosaurus rekonstrukciója

A mellső láb hátsóhoz viszonyított hossza arra utal, hogy a Heterodontosaurus részlegesen négy lábon járt és a feltűnő könyökcsúcs nyúlvány és a mellső lábon levő túlfeszíthető ujjak több négy lábon járó állatnál is megtalálhatók. Azonban a kéz egyértelműen a fogáshoz alkalmazkodott, nem a súly megtartásához. A hátsó láb több jellemzője, köztük a hosszú sípcsont és lábfej, valamint a tibiofibiotarsus és a tarsometatarsus összeolvadása azt jelzi, hogy a heterodontosauridák a hátsó lábaikon való gyors futáshoz alkalmazkodtak, így valószínűtlen, hogy a Heterodontosaurus a táplálkozást kivéve négy lábon mozgott volna.
Az ismert heterodontosauridák rövid agyarai nagyon hasonlítanak a modern pézsmaszarvaséra, a pekarifélékére és a disznófélékére. Ezen állatok közül az agyarak több fajnál is a nemi kétalakúság jelei (a hosszú agyarú rozmárhoz és az elefánthoz hasonlóan) és csak a hímeknél találhatók meg. Az Abrictosaurus típuspéldányát, melynél hiányoznak az agyarak, eredetileg nőstényként írták le. Bár nincs kizárva, hogy az volt, az összeforratlan keresztcsonti csigolyák és a rövid arc azt jelzik, hogy a maradvány egy fiatal egyedhez tartozott, míg az Abrictosaurus második, nagyobb példányának egyértelműen látható agyarai vannak. Ebből következően lehetséges, hogy az agyarak inkább csak a felnőttek jellegzetességei voltak, mint a hímek másodlagos nemi jellemzői. Az agyarak talán harcra vagy a fajtársaknak, illetve más fajok tagjainak szánt jelzések leadására szolgáltak. A fiatal Abrictosaurus agyarainak hiánya olyan jellemző lehet, ami megkülönbözteti ezt a nemet a többi heterodontosauridától, mivel az agyarakat a fiatal Heterodontosaurus esetében is megtalálták. Az agyar további lehetséges funkciói közé tartozik a védekezés, valamint az alkalmankénti mindenevő életmódhoz kötődő használat.

## Fordítás
Ez a szócikk részben vagy egészben a Heterodontosauridae című angol Wikipédia-szócikk ezen változatának fordításán alapul.  Az eredeti cikk szerkesztőit annak laptörténete sorolja fel. Ez a jelzés csupán a megfogalmazás eredetét és a szerzői jogokat jelzi, nem szolgál a cikkben szereplő információk forrásmegjelöléseként.